# Jezioro Kolumbia

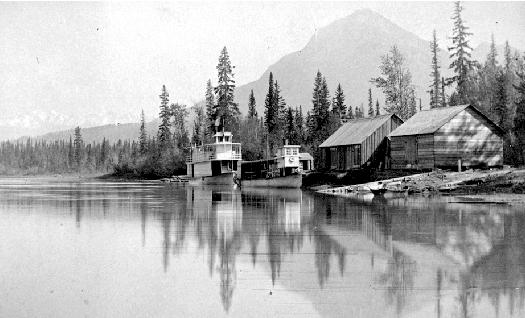
Kajaki na Jeziorze Kolumbia w 1890 roku

Jezioro Kolumbia (Columbia Lake) położone jest w Kolumbii Brytyjskiej, w Kanadzie. Jest źródłem dla rzeki Kolumbia.

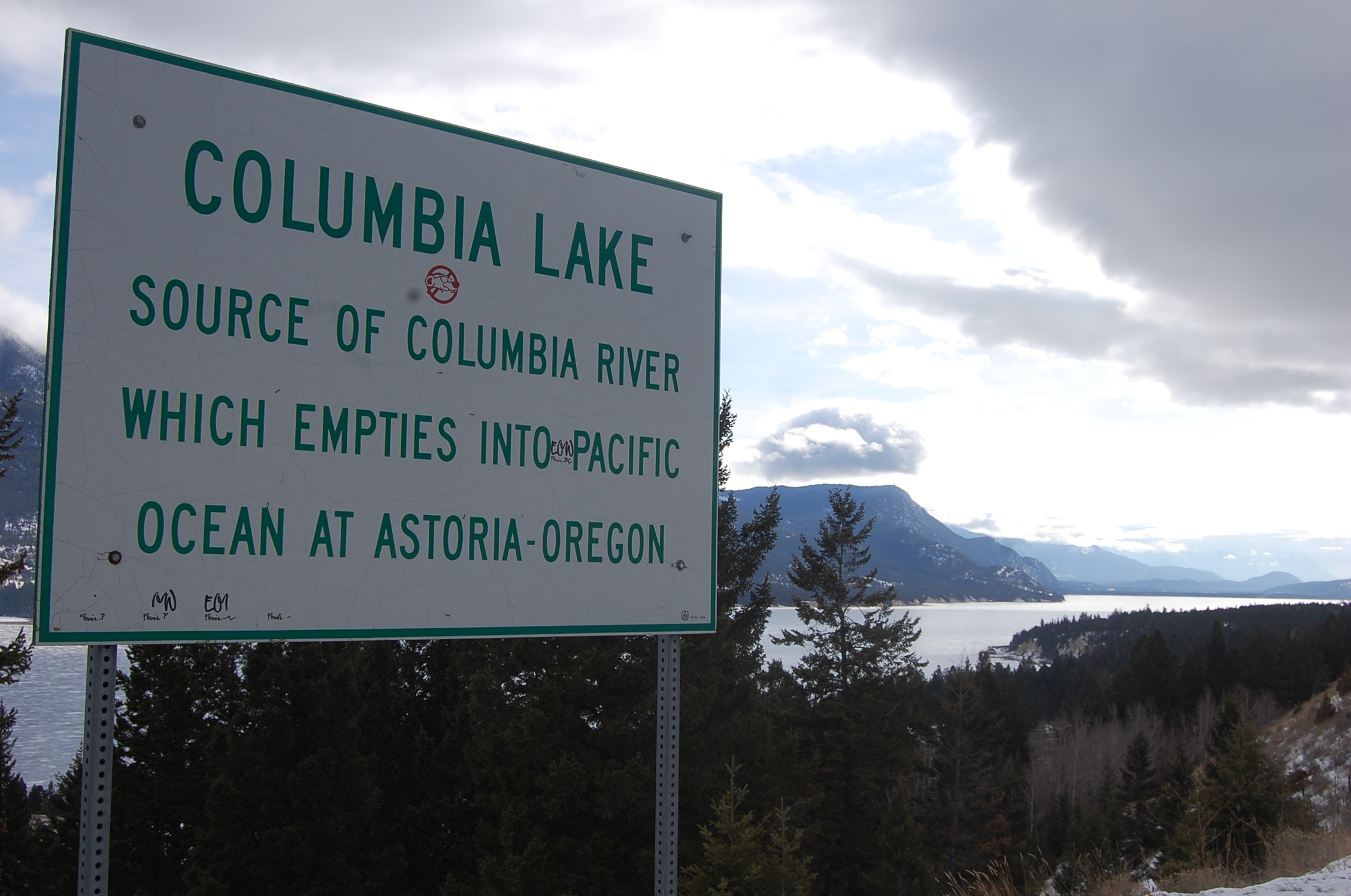
Ogólny widok Jeziora Kolumbia, obok Canal Flats, K.B

Jezioro obiegają szosy 93 i 9. Na południowym brzegu jeziora położona jest miejscowość Canal Flats, a na północnym – Fairmont Hot Springs.